# ロックマン11 運命の歯車!!
『ロックマン11 運命の歯車!!』（ロックマンイレブン うんめいのはぐるま!!、ROCKMAN 11）は、カプコンより2018年10月4日に発売されたアクションゲームである。キャッチコピーは「運命の歯車が、いま再び回り始める！」

## 概要
初代ロックマンシリーズのナンバリング作品第11作。2017年12月5日にCAPCOM USAの公式コミュニティ "CapcomUnity" の配信動画で英語版（"Mega Man 11"名義）の、次いで日本向けのロックマンシリーズ公式コミュニティ「ロックマンユニティ(ROCKMAN UNITY)」のブログなどで日本語版（『ロックマン11』名義）の製作発表が行われた。
本作はファミコン時代のグラフィックなどを踏襲した前々作『ロックマン9』、前作『ロックマン10』とは異なり、現行のゲームハードのスペックに合わせたグラフィックなどで構成され、操作面でも『9』『10』で排除された「チャージショット」と「スライディング」の操作が復活している。また、ダウンロードのみならず、『8』以来となるパッケージ版の発売もされた（一部のプラットフォームを除く）。
本編は、8つの選択ステージと4つの歯車城ステージ（過去作品のワイリーステージに該当）の計12ステージで構成される。今作では選択ステージ以降も進行状況のセーブやクリア済のステージへの再挑戦をしたり、未クリアのステージでも途中でステージセレクト画面へ戻ったりすることが可能。本編以外では、タイムアタックや各種お題に挑戦する"CHALLENGES"といったやりこみ要素などが用意されており、CHALLENGESはインターネットに繋げることでプレイヤー同士のランキングが公開されるほか、リプレイ動画のアップロードも可能となる。この他、シリーズ通例のストックアイテムである「E缶」や「W缶」の最大保有数の変更（詳細は#アイテムを参照）などが存在。
2023年7月時点において、シリーズ最高の売上である180万本を販売した(DL版を含む)。

## ストーリー
遡ること数10年前。かつてワイリーが大学時代に考案した「ダブルギアシステム」は、ロボットの性能を飛躍的に向上させるが、ロボットに強大な負荷をかける点や悪用された際の危険性から、学友であったライト博士の反対を受けて未完成のまま研究が凍結され、ライト博士とワイリーの対立の発端となった因縁深い存在であった。
ある日、その過去を夢で見たワイリーはシステムの完成を思い立ち、年に1度のロボットの定期健診が行われていたライト博士の研究所を襲撃。健診に訪れていた8体のロボットを実験台として拉致し、世界征服に踏み出す。ロックマンは新たなる脅威に対抗すべく、ライト博士が保管していたダブルギアシステムの試作機を組み込んでもらい、ワイリーの野望を阻止するため戦場へと向かっていった。

## ゲーム内容
難易度選択
前作同様、ゲーム開始時に難易度の選択が可能。本作は4つの難易度を選択できる。
NEW COMER
最も難易度が低く、敵の耐久力が低く抑えられている。また、トゲ型トラップや落とし穴への落下ではミスにならないようになっており、残機も無限である。
ADVANCED
NEW COMERより難易度の高いモード。「シリーズの経験者で、若干のブランクがある人向け」とされる。初期残機は5。チェックポイントはORIGINAL SPEC.より多い。死亡からの復帰時、武器エネルギーが全快する。
ORIGINAL SPEC.
最も標準的な難易度。「現役プレイヤー向け」とされる。従来通りの仕様で初期残機は2。チェックポイントが少なくなり、敵配置も増える。
EXPERT
本作における最高難易度。被ダメージ増加、敵耐久力増加、ネジ以外のアイテムが出現しなくなる。
ダブルギアシステム
本作に新たに導入されたシステムで、以下の能力を発動できる。使用中は「ギアゲージ」が上昇し、ゲージが最大になるとオーバーヒートとなって一定時間使用不可能になる。ただしゲージは使用しなければ徐々に減少する。
スピードギア
発動中はロックマン以外のゲームスピードがスローになる（設定上は周囲のスピードは変わっておらず、ロックマンがスピードアップしている）。
パワーギア
発動中はロックバスターや特殊武器が強化される。ロックバスターの場合は「ダブルチャージショット」が使用可能。
ダブルギア
ライフエネルギーが一定値を切った状態でのみ起動可能で、通常は併用不可であるスピードギアとパワーギアの両方を同時に発動し、さらに「ファイナルチャージショット」が使えるが、途中解除は不可能（必ずオーバーヒートする）。またロックバスターが単発になるなど、オーバーヒート時には通常にはないデメリットも付与される。
研究所
ネジと交換でアイテムやロックマンの性能を強化できるパーツを購入出来る。パーツは特定の条件を満たすことで開発可能になり、入手したパーツは任意に使用可否を変更出来る。

### ゲームモード
GAME START
本作のメインである本編をプレイするモード。難易度を上記の4つから選択する。
LOAD GAME
前回ステージをクリアした時とゲームオーバーになった時にセーブした所から再開できる。セーブデータは最大8個まで保存可能で、保存されるのは難易度、クリアした選択ステージ、入手した特殊武器、サポートアイテム、ネジ、アイテム、残り人数、プレイ時間が記録される。1回でも本編をクリアすると右側に☆が付く。
OPTIONS
ボタン配置や画面の明るさ、サウンド、BGMなどを選択・設定できる。
SPECIALS
特別なモードをプレイできる。
CHALLENGES
条件ごとに決められた本編のステージをプレイして様々な条件（ゴールまで目指すなど）を達成したりするやり込み用のモード。
RANKING
ネットワークに接続して全世界のランキングを見ることができる。チャレンジや項目の設定、リプレイ動画をアップロードや閲覧することも可能。
ACHIEVEMENT
本編をプレイして獲得した称号を見ることができる。
GALLERY
ザコやボスキャラクターの情報を見ることができる。
自動アップロード設定
スコアやリプレイデータを自動でアップロードするかどうか設定することができる。

## 登場キャラクター
声優表記は「日本語版 / 英語版」。

### メインキャラクター
DRN.001 ロックマン（Rockman）
声 - 福原綾香 / ベンジャミン・ディスキン
ハードの進化に合わせディテールが追加され、頭身が上がっている。今回は特殊武器を選択すると色だけでなく頭部や前腕の形状も変化する。
トーマス・ライト（Thomas Right）
声 - 飛田展男 / ダグ・ストーン
ロックマンの生みの親にしてロボット工学の権威。ワイリーが大学時代に作成したダブルギアの試作品をロックマンに組み込んでいる。
DRN.002 ロール（Roll）
声 - 井口裕香 / エリカ・リンドベック
ロックマンの妹。本作では服装が一新されている。
ライトット（Rightot）
声 - 飛田展男 / クリストファー・ハックニー
ライト博士の助手ロボット。いつも通りネジと交換でアイテムを作成してくれる。
ラッシュ（Rush）
声 - 小西克幸 / ジョン・ベイリー
機能は従来同様コイル、ジェットの2種。ジェットはボス4体撃破後に入手する。今回は特殊武器枠から独立し、ボタンひとつで呼び出せる。
エディ（Eddie）
お馴染みのサポートメカ。前作同様の役割。
ビート（Beat）
お馴染みのサポートメカ。前作同様の役割。
アルバート・W・ワイリー（Albert W. Wily）
声 - 梅津秀行 / キース・シルバースタイン
毎度懲りずに世界征服を目論む悪の科学者。禁断の装置・ダブルギアの封印を解き、いつものように侵略を開始した。

### ボスキャラクター

#### 選択ステージのボスキャラクター
本作のボスは全員ダブルギアシステムを組み込んでいるが、スピードかパワーの片方しか発動しない。なお、ラバーマンを除くボスキャラクターは弱点武器の攻撃を受けてもリアクションはとらないが、飛び道具をかき消すことができる。
元々は年に1度のロボットの定期健診としてライト博士のもとを訪れていたところをワイリーに拉致、改造されたためワイリーナンバーズがつけられているが、GALLERYではそれぞれの製造元が明かされている。
DWN.081 ブロックマン（Block Man）
声 - 山本和臣 / マーク・スウィント
NAKAUME製作所製の外装工事用ロボット。いつかは後世に残る世界的な巨大建造物の工事に携わることを目標として、仕事に精進している。小柄だが負けん気が強く、ライト研究所を襲撃したワイリーに真っ先に啖呵を切るなどケンカっ早い性格。
ドタバタと走り回り、「ブロックドロッパー」で次々とブロックを作り出してはロックマンの頭上に降らせてくる。ピンチになるとパワーギアの力を使い、小さな体をブロックで覆い、巨大ロボットへと変貌を遂げてその体格にものを言わせて力任せに攻撃してくる。それをも破られると悪あがきとしてブロックをむやみに投げつけてくる。
DWN.082 ヒューズマン（Fuse Man）
声 - 古川慎 / トッド・ハバーコーン
O.D.A-ELECTRONICS製の高圧電流を扱う電気設備管理用ロボット。頭のヒューズは仕事中に誤って高圧電流に触れてしまっても、切れて電気回路を守るように設計されている。仕事に対する使命感は非常に強く、「電光石火」の信条を胸に素早く対応することに気を使っている。24時間仕事を行う関係上無口でいつもピリピリと神経をとがらせているが、ペットである電気ウナギの「ワット」の世話をするときだけ緊張が解け口元がほころぶ。
高圧電流を自在に操る能力と電光石火の移動スピードを誇り、瞬時にロックマンの死角に回り込んで高圧電流弾「スクランブルサンダー」を放ってくる。スピードギアを発動することでその移動スピードは限界を超え、電流をまとったヒューズマン自身が雷と化してロックマンに襲い掛かる。
DWN.083 ブラストマン（Blast Man）
声 - 畠中祐 / クリストファー・ハックニー
B.B-BOMBカンパニー製のロボット。映画やテーマパークの爆発効果を担当しているバクハツアーティストで、ド派手な大爆発からセンチメンタルな小爆発まで依頼に応じて様々な爆発を提供する。爆発業界の専門誌「月刊爆破時代」の人気コラム「やっぱ爆破！」にて、毎月並々ならぬ爆発へのこだわりを記載している。短気ですぐに感情を爆発させてしまう。
発破現場作業で培った俊敏な動きが自慢で、己が爆発欲の赴くままに「チェインブラスト」などの様々な爆弾をバラまく。パワーギアが発動すると、膨れ上がった爆発欲を体現するかのように巨大な爆弾を複数同時に投げつけてくる。
DWN.084 アシッドマン（Acid Man）
声 - 鳥海浩輔 / クリストファー・コーリー・スミス
マチャチューチェッチュ工科大学で開発されたサイエンティストロボット。化学薬品プラントで化学薬品の生成に従事しており、几帳面な性格もあって雑な調合を行えば烈火の如く激怒する。薬液プールに飛び込んでは四六時中施設や薬品成分のチェックを行う。プラント内を泳ぐ様子から、職員からは「薬液プールの半魚人」と呼ばれている。
ワイリーの改造でマッドサイエンティストのスイッチが入り、劇薬を生成することに喜びを感じるようになった。劇薬のバリア「アシッドバリア」を身に纏い、スピードギアが発動すると劇薬のプールに飛び込み、飛沫を上げ高速で泳ぎながら攻撃をする。
DWN.085 ツンドラマン（Tundra Man）
声 - 川田紳司 / マイケル・T・コールマン
コサックロボット研究所製の極地の調査及び開拓を行うために開発されたロボット。テレビで知ったアイスダンスに魅了され、いずれは世界を飛び回り人前で自分のダンスを披露するアイスダンサーになるという欲求を満たすため、犬とシロクマとアザラシを観客に極地で一人練習を重ねている。北極に送り込まれた当初はゴツゴツした姿だったが、美しい姿になるために自ら改造を重ねた結果現在の姿となった。その反面耐久性は当初よりかなり落ちてしまった。
冷気を振り撒きながら踊り続けている。スピードギアが発動すると、高速のスケーティング攻撃とスピンによる絶対零度のブリザード攻撃「ツンドラストーム」を仕掛けてくる。
DWN.086 トーチマン（Torch Man）
声 - 小西克幸 / ジョン・ベイリー
ツバクロ製作所製のロボットで、キャンプ場で火の使い方をレクチャーするアウトドアアドバイザー。「トーチ火炎拳」という独自の拳法の使い手で、体から吹き上がる炎を制御する為に修行に励んでいる。しかし修行は半ばで、気を抜くとすぐに火力が上がってしまう。特にバーベキューでターキーの丸焼きを作るとよく丸焦げにする。一度滝行に挑戦したことがあるが、そのせいで故障しかけてしまった。
トーチ火炎拳で接近戦を仕掛ける他、「ブレイジングトーチ」などの火炎弾を飛ばしてくる。パワーギアが発動すると、全身火だるまとなって自制心を失い凶暴化。炎の輪でロックマンの動きを制限しつつ、強力な急降下攻撃を仕掛けてくる。
DWN.087 パイルマン（Pile Man）
声 - てらそままさき / ジェシー・マーリン
ブロックマンと同じNAKAUME製作所製の万能型建築支援ロボット。職人気質の長男「クイイチロー」、優柔不断な次男「クイジロー」、しっかり者の三男「クイサブロー」の三体の杭打ちロボット兄弟が合体した姿で、工事現場で主に基礎工事を担当する。合体中の主導権はクイイチローが握るが、調子が悪い時はクイサブローが担当する。猪突猛進の精神と工事を進める使命感を持ち合わせており、「とにかく突貫！」のモットーの元請け負った仕事は何があってもやり遂げる。ブロックマンとはたまに現場で一緒になると、仕事終わりにロボットオイルを飲みに行く仲。毒に刺されるとパイルバンカーが腫れてしまう。
ワイリーに改造された結果猪突猛進の精神と使命感だけが暴走し、無秩序な工事を延々と行っていた。パイルによる高速突進「パイルドライブ」や自身の体を変形させての突貫攻撃などでロックマンに襲い掛かる他、俊敏な動きでジャンプを繰り返してロックマンの動きを止める。パワーギアが発動すると、部下の杭打ちロボット達と合体・巨大化し、圧倒的な破壊力の極太パイルで襲い掛かる。
英語版や日本国外版の英名では「インパクトマン（Impact Man）」と表記される。
DWN.088 ラバーマン（Rubber Man）
声 - 田村ゆかり / ボニー・ゴードン
ゴーゴーゴムとMOMOS ROBOTが共同開発した衝撃テスト用のロボット。現在は室内アスレチック施設「ポインポインパーク」にてインストラクターとして働いており、自ら生み出したトランポリンとエクササイズを融合した新感覚エクササイズ「ホップボクササイズ」が主婦層を中心に人気を広げている。無邪気な楽天家でとにかく楽しく跳ね回っていたい様子だが、そのせいで客を跳ね飛ばすなど迷惑をかけることもある。しかし本人はあまり気にしていない。子供たちからはアイドルとして扱われている。
よく跳ねるゴム製のボディを活かしてポヨンポヨンと跳ね回りながら、ものすごく伸びのあるパンチを繰り出してくる。また、強力な攻撃や弱点武器の攻撃を受けると、頭部と手足を分離させて一斉に跳ね回る攻撃「バウンスボール」を仕掛けてくる。大柄だがスピードギアが組み込まれておりギアが発動するとボディの弾性を高め、目にも留まらぬスピードでステージ内を跳ね回る。ロックマンとの戦いはラバーマンにとっては遊びらしい。
英語版や日本国外版の英名では「バウンスマン（Bounce Man）」と表記される。

#### その他のボスキャラクター
以下のボスは、歯車城ステージに登場。なお、歯車城ステージ3には、ボスラッシュがあり、8ボス以外は登場しない。彼らもダブルギアシステムを搭載しており、片方しか発動しないのも同様（ただし、ワイリーマシン11号の第2形態のみ例外）。
イエローデビルMk.III（Yellow Devil Mk-III）
歯車城ステージ1のボス。ライト博士の開発した「形状記憶パーツシステム」を用いて製作されたロボット「イエローデビル」の3号機。その特性を利用し、本体を計19個のブロック状パーツに変換して分裂、合体させることができる。核となる目は遠距離への攻撃手段であり、そして弱点でもある。
スピードギアが発動するとボディを9体に分離させて、一斉に攻撃を仕掛けてくる。この9体の中に1体だけ目が開いている本体がおり、それに攻撃してダメージを与えることもできる。
モンバーン（Mawverne）
歯車城ステージ2のボス。ワイリーマシン11号を開発する過程で生み出された戦闘ロボット。当初はスピードギアとパワーギアを別々に備えたロボットを2体作る予定だったが、頑丈な外装を開発するために時間がかかってしまい、最終的にパワーギアを持つ一体に絞られた。しかしワイリーはその防御力に自信を持っている。
頑丈な外装であらゆる攻撃を弾き飛ばす他、ワープしたり追尾ロボットやショット連射で攻撃してくる。パワーギアを発動すると、巨大なビームを複数回放ってくる。
ワイリーマシン11号（Wily Machine 11）
歯車城ステージ4のボス。第一形態はドクロを模した巨大なドローン。ドクロの顔が弱点で、追尾する大型ミサイルで攻撃する。通常のジャンプでは届かない程度の高度で飛行しているが、大型ミサイルを足場として利用可能。ある程度体力を減らすと歯車を地面に下してベルトコンベアを動かす他、マシンの頭部からWと書かれた赤いエネルギー弾を円を描きながら発射する。
真の姿である第二形態では過去作のワイリーカプセルに相当する姿となり、スピード・パワー両ギアを使ってワープしながらホーミング弾を撃ってきたり、歯車をローラーのように形成してロックマン目がけて体当たりを仕掛ける。ある程度体力を減らすと両ギアを同時に発動する。

## 特殊武器

### ボスの特殊武器
本作の特殊武器は過去のシリーズと異なり、ロックマンのボディはカラーだけでなく、姿も大幅に変わる。パワーギアを発動すると性能を強化できるが、その分消費エネルギーも大きくなる。
消費エネルギーは通常時、パワーギア発動時の順に記す。
ブロックドロッパー（Block Dropper） - ブロックマンを撃破 - 消費エネルギー（2 / 3）
前方に4個のブロックを落として攻撃する。
パワーギアを発動するとブロックの数が4倍（16個）になる。
スクランブルサンダー（Scramble Thunder） - ヒューズマンを撃破 - 消費エネルギー（2 / 3）
前後に拡散し地を這う高圧電流弾を真下に発射する。真上にも発射可能な他、命中するとスパークが発生して周囲の敵を巻き込む。
パワーギア発動時は電流弾が巨大化し、敵を貫通する。
チェインブラスト（Chain Blast） - ブラストマンを撃破 - 消費エネルギー（1 / 5）
前方にゆっくりした速度で爆弾を発射する。爆弾は敵に接触した後、一定時間経過で爆発。一度に4つまで発射可能で、複数の爆弾同士が隣接していると、より爆発範囲が大きくなる。
パワーギア発動時は爆弾が巨大化し、接触した時点で爆発する。
アシッドバリア（Acid Barrier） - アシッドマンを撃破 - 消費エネルギー（4 / 5）
劇薬のバリアを身に纏う。バリア展開中は敵の弾を防ぐことができる他、放物線を描いて最大3連射する劇薬の雫で敵を攻撃することも可能。バリアは時間経過か、雫を発射し続けると小さくなっていく。また体当たりは防げずにダメージを受け、なおかつバリアが破壊されてしまう。
パワーギア発動時に使うと、バリアに攻撃判定が付与され、体当たりでも破壊されなくなる。
ツンドラストーム（Tundra Storm） - ツンドラマンを撃破 - 消費エネルギー（4 / 7）
ロックマン中心に、巨大な絶対零度のブリザードを垂直方向に発生させる。触れた敵を凍り付かせることができ、耐久力の低い敵はそのまま破壊する。また、トーチマンステージの山火事を凍り付かせる事も可能。ただし発生時間は短く、攻撃範囲は上下に長い一方で左右は狭い。
パワーギア発動時は、画面全体にブリザードを発生させる。
ブレイジングトーチ（Blazing Torch） - トーチマンを撃破 - 消費エネルギー（2 / 5）
斜め前方に火球を打ち上げ、そこから斜め下に急降下する。
パワーギア発動時は、急降下する火球が3つに増える。
パイルドライブ（Pile Drive） - パイルマンを撃破 - 消費エネルギー（3 / 4）
パイルバンカーを突き出して前方へ水平方向にダッシュし、敵や地形に接触すると爆発を起こして後方に小さく跳ね返る。空中でも発動可能。
パワーギア発動時は、飛距離と速度が強化される。
日本国外版の英名は「Pile Driver（パイルドライバー）」と表記される。
バウンスボール（Bounce Ball） - ラバーマンを撃破 - 消費エネルギー（1 / 2）
正面と斜め上下の3方向に撃ち分けられる弾性のある3WAY弾を発射する。『5』のクリスタルアイや『10』のリバウンドストライカーの様に地形に当たった時の他、敵に命中した際にも跳ね返る性質を持つ。2連射まで可能で、一定距離飛ぶと花火のように弾けて消える。
パワーギア発動時は背後にも同じ3WAY弾を同時に撃ち出せる。

### その他の特殊武器
従来とは異なり通常の状態から専用のボタンを押すことで呼び出せる(ロックマンの色も変化しない)他、エネルギーは両方で共有している。
ラッシュコイル（Rush Coil） - 最初から所持 - 消費エネルギー（4）
ロックマンが上に乗ると大ジャンプが出来る。
ラッシュジェット（Rush Jet） - 選択ステージを4つクリア - 消費エネルギー（-）
ラッシュが飛行形態に変形する。乗ると前方に一定速度で移動し、操作は方向キー上下で高さ調整と後ろで減速ができる。

## アイテム
集めたネジは研究所で個数に応じたアイテムと交換できる。
ネジ
大と小の2種類あり、大が100個分で小が10個分のネジになる。ステージ中で配置されていたり敵を倒したりなどで入手できる。集めたネジはショップで個数に応じたアイテムと交換できる。
1UP
残り人数が1人増える。最大9人まで増やせる。ステージ中にも配置されていたり、敵を倒すとまれに落としたり、エディーコールでも入手できる。
E缶
シリーズお馴染みの体力全回復のストックアイテム。最大6つか9つまでストック可能。ステージ中にも配置されている。エディーコールでも入手できる。
W缶
全ての特殊武器のエネルギーを全回復できる。最大6つか9つまでストック可能。ステージ中にも配置されている。
M缶
体力と全ての特殊武器のエネルギーを全回復できるが、1つしかストックできない。また、ライフと全ての特殊武器のエネルギーが最大の状態で敵がいる所で使うとあることが起こる。
ガードアップ
ステージをリトライやクリアしない限りは道中で受けるダメージ量を半分にする。
エディーコール
エディーを呼び出して、様々なアイテムを持ってきてくれる。
ビートコール
ミスになる穴に落ちても、自動的にビートが助けにきて少しの間だけ移動のボタンで自由に飛ぶことができる。ジャンプのボタンを押したり時間が経つとビートは帰って行く。ビートが来ると1つ無くなる。最大1つか3つまでストック可能。
ショックガード
即死ミスになりそうなトゲや溶岩などに当たってもダメージを受けずにミスにならない。1回当たると1つ無くなる。最大3つまでストック可能。
エネルギーバランサー
装備武器がバスターの状態で武器エネルギーを取ると、自動的に消費した量が多い武器から順に割り振られて回復する。
エネルギーバランサーNEO
装備武器がバスターの状態で武器エネルギーを取ると、自動的に全ての武器のエネルギーを回復させる。
オートチャージチップ
自動でロックバスターをチャージする。チャージ中は通常弾を発射できるが、チャージは中断されてしまう。
バスタープラスチップ
ロックバスターへの供給エネルギーを増やして、弾の当たり判定を大きくする。
パワーシールド
ダメージを受けた際に後退しなくなる。
スパイクブーツ
氷の上でも滑りにくくなる。ツンドラマンステージで有効。
ショックアブソーバー
ロックバスターを発射した際の反動がなくなる。
スピードギアブースター
スピードギア発動中の移動速度が通常と同じになる。
エネルギーディスチャージャー
ライフを減少させることでダブルギアがすぐに発動できるようになる。
覚醒チップ
特殊武器の消費エネルギーを0にする。
スクリューキャプチャー
敵を倒した際にネジが出やすくなる。
リカバリーキャプチャー
敵を倒した際にライフエネルギーが出やすくなる。
エネルギーキャプチャー
敵を倒した際に武器エネルギーが出やすくなる。
クールダウンシステム
ギアゲージの回復速度が上がる。
クールダウンシステム∞
ギアゲージを上昇させないことで時間制限がなくなり、ダブルギアシステムが自由に使えるようになる。
ミステリーチップ
短時間でステージをクリアすると不思議なことが起こる。
バディコールプラス
エディーコール、ビートコールの最大保有数が1つから3つに増える。
缶袋
E缶やW缶の最大保有数が6つから9つに増える。
ヤシチ
ライフと全ての特殊武器のエネルギーが全回復する。M缶とほぼ同じ効果だが、取得した時点で効果を発揮しストックできない。ショップでは購入できず、難易度EXPERTのとある一か所にのみ置いてある。

## 主題歌
イメージソング「RM11」
歌 - 福原綾香
日本国内だけのイメージソング。

## 関連商品
ロックマン11 運命の歯車!! オリジナルサウンドトラック
2018年11月14日発売。
ゲーム中のBGMのほか、イメージソング「RM11」を収録。